# Aleiphaquilon plaumanni
Aleiphaquilon plaumanni är en skalbaggsart som beskrevs av Martins 1975. Aleiphaquilon plaumanni ingår i släktet Aleiphaquilon och familjen långhorningar.
Artens utbredningsområde är Uruguay. Inga underarter finns listade i Catalogue of Life.